# Alexandria (Ohio)
Alexandria falu Licking megyében, Ohio államban, az Amerikai Egyesült Államokban.

## Demográfiai adatok
A 2000. évi népszámlálási adatok szerint Alexandria lakónépessége 85 fő, a háztartások száma 29, és 22 család él a faluban. Alexandria népsűrűsége 212,5 fő/km². Alexandriában 30 lakás van, sűrűsége 75 lakás/km². Alexandria lakónépességének 98,82%-a fehér és 1,18%-a indián rasszba tartozik.